# ۵-دهیدرواپیسترول
۵-دهیدرواپیسترول (به انگلیسی: 5-Dehydroepisterol) با فرمول شیمیایی C۲۸H۴۴O یک ترکیب شیمیایی با شناسه پاب‌کم ۲۳۷۲۴۵۷۲ است. که جرم مولی آن ۳۹۶٫۶۴۸ g/mol می‌باشد. 